# Golpe de Wuhan

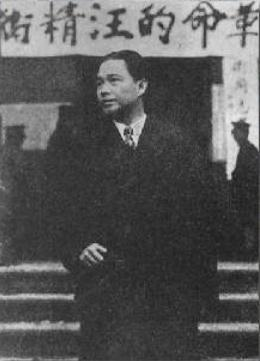
Wang Jingwei em julho de 1927.

O Golpe de Wuhan foi uma mudança política ocorrida em 15 de julho de 1927 realizada por Wang Jingwei contra Chiang Kai-shek, e seu rival no Kuomintang (KMT), baseado em Xangai.
A facção de Wang do KMT, que apoiava a cooperação com o Partido Comunista da China, tinha estabelecido uma capital em Wuhan em princípios de 1927. O governo nacional de Wuhan teve a oposição do governo da nacional de Chiang, com sede em Nanjing, uma divisão conhecida como a Separação de Ninghe. Após o incidente de 12 de abril daquele ano, o governo de Wang rompeu com os comunistas e procurou uma aliança com Chiang. Os sindicatos, as associações de camponeses e outras organizações revolucionárias foram proibidas, e levou-se ao massacre de comunistas e outros revolucionários.
Em 1960, Zhou Enlai descreveu o golpe como o início da segunda fase da história do Partido Comunista, marcando uma ruptura com a "capitulação" de Chen Duxiu.
Os eventos de Wuhan foram um precursor da Revolta de Nanchang de agosto de 1927.